# Католицизм в Иране

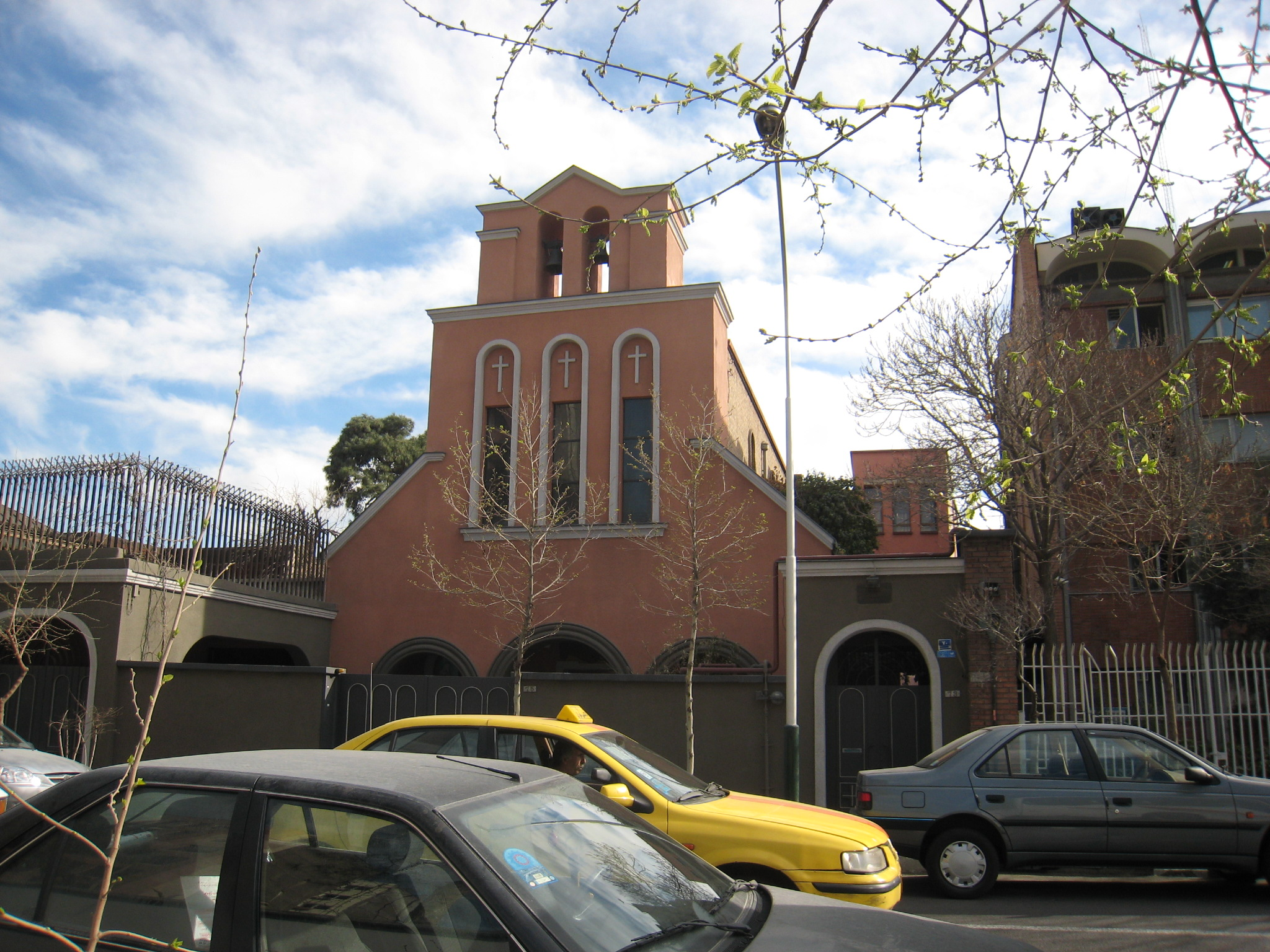
Римско-католический собор в Тегеране, Иран

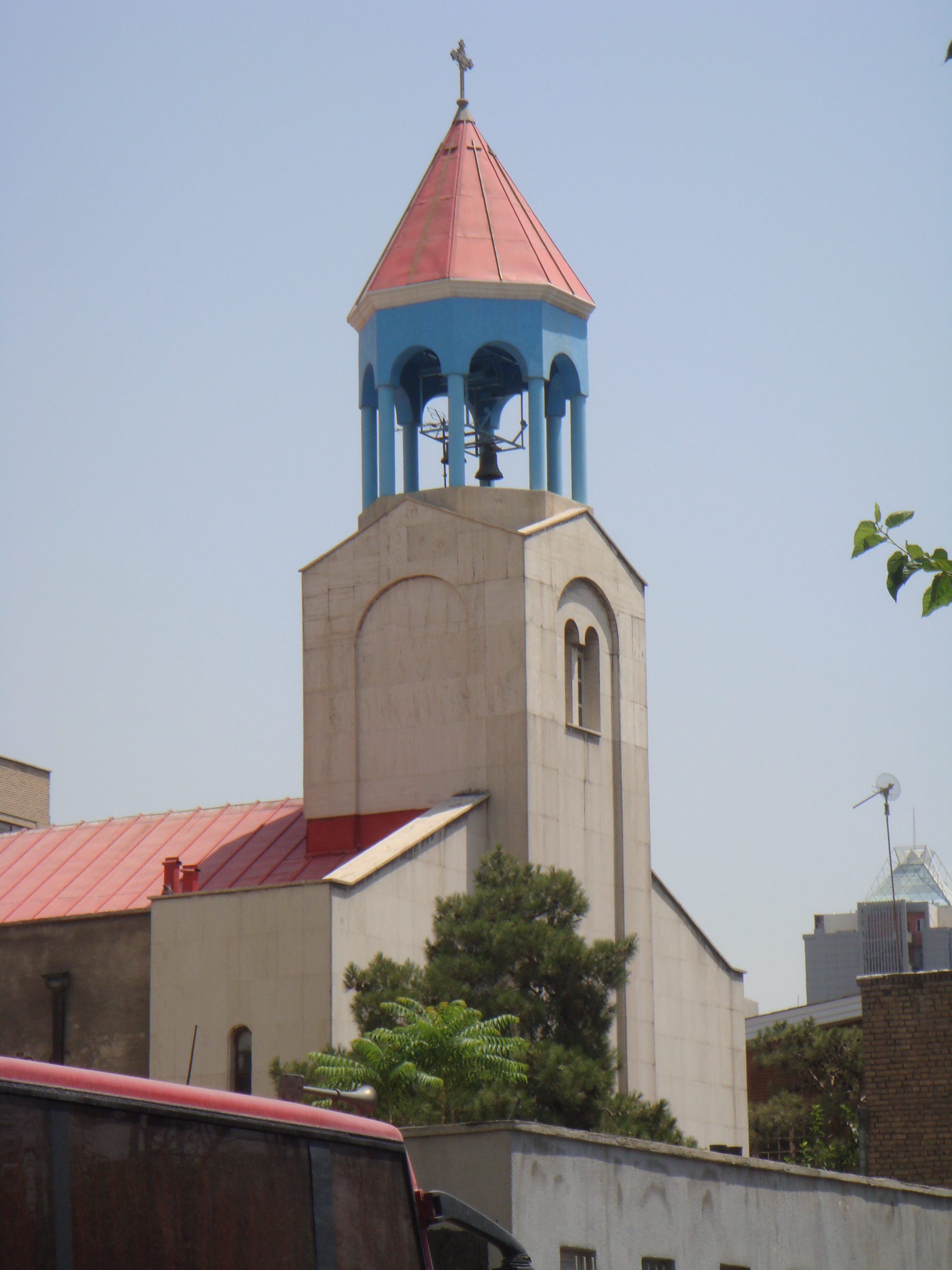
Армяно-католическая церковь в Тегеране, Иран

Католицизм в Иране является частью всемирной Католической церкви. Католицизм в Иране представлен верующими Римско-Католической, Армянской Католической церквей и Халдейской католической церкви. Согласно ежегоднику Annuario Pontificio за 2011 год численность католиков в Иране составляет около 21.400 человек (латинского обряда — около 10.000 человек, армянского обряда — около 8.000 человек и халдейского обряда — около 3.400 человек). Согласно данным итальянского отделения католической благотворительной организации «Каритас» численность католиков в Иране составляет около 10 тысяч человек. В стране проживают также индийские католики из Гоа и Мангалора, которые не имеют собственных церковных структур.

## История

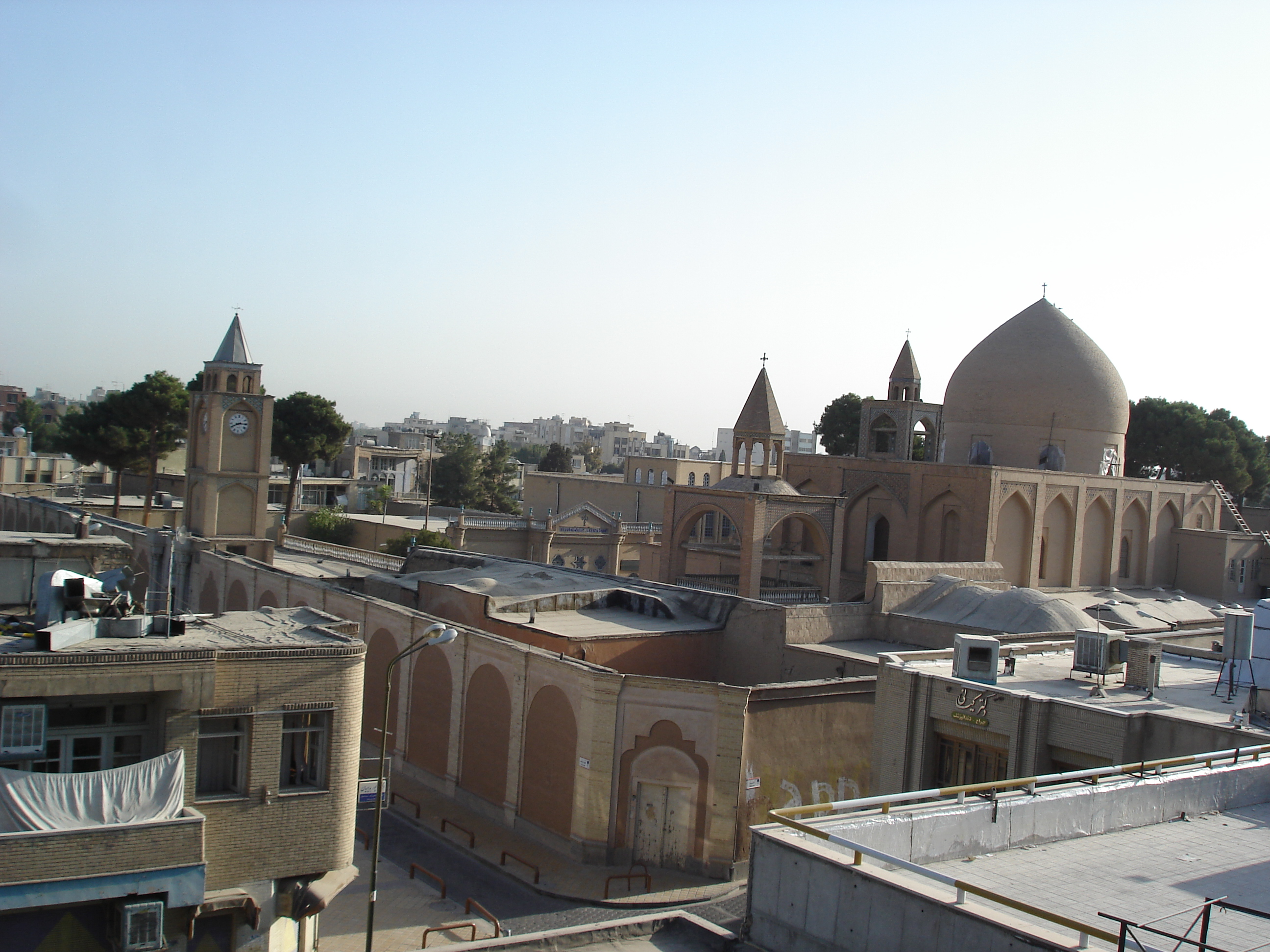
Армянский район Новая Джульфа. Справа находится армянский собор Христа Всеспасителя, слева — латинский собор

Важным источником деятельности Католической Церкви в течение XIII—XVIII веках в Иране является сочинение на английском языке неизвестного кармелита, изданное в 1939 году в Лондоне «A Chronicle o£ the Carmelites in Persia and the Papal Mission of the XÏII-XYIII centuries». London, 1939" vol. I—II (Хроника кармелитов и папская миссия в Персии в XIII—XVIII веках). Это сочинение содержит послания католических миссионеров Римскому папе, в которых описывается ситуация, связанная с положением миссионеров в Персии.
Первыми миссионерами на территории современного Ирана были монахи из монашеского ордена доминиканцев, посланные в 1246 году Римским папой Иннокентием IV в составе посольства в Монголию. Доминиканцы остановились на некоторое время в Персии и основали здесь свою миссию. 1 апреля 1318 года Римский папа Иоанн XXII издал буллу «Redemptor noster», которой учредил в столице государства Хулагуидов Сольтание одноимённую архиепархию с шестью суффраганными епархиями. Первым архиепископом в Сольтание стал доминиканец Франческо из Перуджи. Вторым архиепископом Сольтание был путешественник-доминиканец Гийом Адам. Кроме архиепархии в Сольтание существовала епархия в Тебризе. Вторжение войск Тамерлана привело к уничтожению первых католических общин в Персии.
Новая католическая миссия была основана в 1602 году при посольстве испанского короля Филиппа III к персидскому шаху Аббасу I, который отличался терпимостью к христианским миссионерам. В 1608 году в Персию прибыли монахи из монашеского ордена босых кармелитов. С 1628 года эти монахи предпринимали попытки заниматься миссионерской деятельностью в близлежащих странах. В начале XVII века в Исфахан прибыли доминиканцы, по инициативе которых в 1629 году была основана римско-католическая епархия (сегодня — Архиепархия Исфахана). Доминиканцы построили в исфаханском армянском районе Новая Джульфа недалеко от армянского собора Христа Всеспасителя латинский кафедральный собор, который сохранился до нашего времени.
Торговые соглашения между Персией и французским королём Людовиком XIV от 1708 и 1715 годов способствовали дальнейшему развитию миссионерской деятельности Католической церкви в Персии. Во второй половине XVII века в Персию прибыли иезуиты и доминиканцы. Конец династии Сафавидов привёл к постепенному запрещению деятельности Католической церкви в Персии и к гонению на западных христиан. Последний апостольский администратор Исфахана Иоанн Арутюн бежал в 1789 году в оставшимися миссионерами в Багдад. В начале XIX века в Исфахане проживало только около 200 латинских католиков с одним священником. В 1910 году епархия Исфахана была преобразована в архиепархию. Доминиканцы вели миссионерскую деятельность среди местных христиан, в результате чего некоторые общины Армянской апостольской и Ассирийской церкви Востока перешли в католицизм. В XIX веке в Иране были образованы епархии Армянской католической и Халдейской католической церквей.
В период правления династии Пехлеви с 1925 года по 1979 год Католическая церковь действовала в условиях относительной свободы. В это время в Иране особую роль в миссионерской деятельности играли монахи из монашеской конгрегации лазаристов, которые создали отдельную самостоятельную провинцию в Иране. В 1934 году в страну прибыли сёстры Матери Терезы. В 1937 году в Иран прибыли салезианцы. В 1959 году после согласования с Министерством здравоохранения монахи из конгрегации Малые братья Иисуса и Сёстры Милосердия стали ухаживать за больными в лепрозории Баба-Баги около Тебриза. В 1962 году в Иран прибыли доминиканцы, которые основали свой монастырь святого Авраама в Тегеране. В последующие годы в страну прибыли монахи из конгрегации Малых братьев Иисуса и Малых братьев Евангелия, монахини из конгрегации облаток Святого Духа и конгрегации Малых сестёр Иисуса. Все эти монашеские конгрегации открывали католические школы в различных городах Ирана, обслуживали больных и занимались иной миссионерской и благотворительной деятельностью.
В 1950 году в Тегеране был построен Собор святого Иосифа Халдейской католической церкви и в 1954 году — собор Григория Просветителя.

## Современное положение
После провозглашения Исламской республики в 1979 году деятельность Католической церкви в стране была ограничена. Ислам был провозглашён государственной религией. В 1980 году более половины монашествующих и священников покинули Иран или были изгнаны из страны. Были национализированы католические образовательные учреждения. Численность католических общин значительно уменьшилась. Были прерваны дипломатические отношения со Святым Престолом, которые были восстановлены в 1991 году.
В настоящее время статья 13 Конституции Исламской Республики от 1979 года признаёт зороастрийцев, иудеев и христиан единственными религиозными меньшинствами и разрешает им проводить свои религиозные обряды, как говорится в Конституции «в сфере законов». Конституция Ирана разрешает действовать организациям религиозных меньшинств только «при условии, что они не будут нарушать принципы независимости, свободы, национального единства, исламских норм и основы Исламской Республики». Положение Католической церкви регулируется отдельным законом под названием «Персональный статус католической общины», который был принят в 1985 году. Численность католиков после Исламской революции постоянно сокращается из-за эмиграции. Для христиан существуют некоторые запреты в профессиональной деятельности. Прозелитизм в Иране запрещён законом. Представители религиозных меньшинств не могут занимать высокие посты в армии и поступать на дипломатическую службу.
В октябре 2010 года официальный иранский представитель передал Римскому папе Бенедикту XVI послание от президента Ирана Махмуда Ахмадинежада, в котором говорилось, что президент Ирана надеется сотрудничать с Ватиканом, чтобы остановить религиозную нетерпимость, распад семей, увеличение секуляризма и материализма. От имени Бенедикта XVI в ответном письме 10 ноября 2011 года выступил Председатель Папского совета по мекжрелигиозному диалогу кардинал Жан-Луи Торан, который позднее лично встретился с Махмудом Ахмадинежадом. Эта встреча состоялась по инициативе ватиканского Межрелигиозного совета и иранской Организации по исламской культуре и отношениям.

### Отношения между Святым Престолом и Ираном
С XIX века в Персии находилась апостольская делегатура Святого Престола, основанная Римским папой Пием IX. В 1953 году Пий XII бреве «Quantum utilitatis», которым установил дипломатические отношения с Ираном. С 1965 года Римский папа Павел VI издал бреве «Amicae necessitudinis», которым назначил первого апостольского нунция с резиденцией в Тегеране.
Апостольские делегаты
- архиепископ Анри-Мари Амантон O.P. (25.05.1860 — 7.03.1865[11]);
- архиепископ Николас Кастеллс O.F.M.Cap. (23.11.1866[12] — 7.09.1873);
- архиепископ Заккария Фарчиулии O.F.M.Cap. (7.09.1873[13] — 4.11.1873);
- архиепископ Огюст-Пьер Клюзель C.M. (30.03.1874 — 12.08.1882[14]);
- архиепископ Жак-Гектор Томас C.M. (4.05.1883 — 9.09.1890[15]);
- архиепископ Иларион-Жозе Монтети C.M. (13.02.1891 — 1896[16]);
- архиепископ Франсуа Лесне C.M. (20.04.1896 — 11.02.1910[17]);
- архиепископ Жак-Эмиль Сонтаг C.M. (13.07.1910 — 27.07.1918);
- архиепископ Анджело Мария Дольчи (? — 21.12.1921);
- архиепископ Адриано Сметс (13.01.1922 — 1931);
- архиепископ Эгидио Лари (1.06.1931 — 1935);
- архиепископ Альчиде Марина C.M. (7.03.1936 — 1945);
- архиепископ Паоло Поппалярдо (7.08.1948 — 19.03.1953), назначен апостольским интернунцием в Сирии.

Апостольские интернунции
- архиепископ Рафаэле Фонти (31.07.1953 — 24.09.1955), назначен апостольским нунцием в Венесуэле;
- архиепископ Джузеппе Паупини (2.02.1956 — 25.02.1957), назначен апостольским нунцием в Сальвадоре и Гватемале;
- архиепископ Лиино Дзанини (24.08.1957 — 16.06.1959), назначен апостольским нунцием в Республике Доминикане;
- архиепископ Витторе Уго Риджи (13.07.1959 — 1.02.1964), назначен апостольским нунцием в Парагвае;
- архиепископ Сальваторе Аста (23.03.1964 — 1966), назначен апостольским про-нунцием.

Апостольские нунции
- архиепископ Сальваторе Аста (1966 — 7.06.1969), назначен апостольским про-нунцием в Турции;
- архиепископ Паолино Лимонджи (9.07.1969 — 1971);
- архиепископ Эрнесто Галлина [(13.03.1971 — 4.01.1976);
- архиепископ Аннибале Буньини C.M. (4.01.1976 — 3.07.1982);
- архиепископ Джованни Де Андреа (26.01.1983 — 22.11.1986), назначен апостольским про-нунцием в Ливии и Тунисе;
- архиепископ Джон Булайтис (11.07.1987 — 30.11.1991), назначен апостольским про-нунцием в Корее;
- архиепископ Ромео Панчироли M.C.C.I. (18.03.1992 — апрель 1992);
- архиепископ Анджело Моттола (16.07.1999 — 25.01.2007), назначен апостольским про-нунцием в Черногории;
- архиепископ Жан-Поль Эмме Гобель (10.10.2007 — 5.01.2013), назначен апостольским про-нунцием в Египте;
- архиепископ Лео Боккарди (11.07.2013 — по настоящее время).

## Структура
Централизованным органом Католической церкви в Иране является Конференция католических епископов Ирана. В настоящее время в Иране существуют 4 архиепархии и 2 епархии различных католических церквей.
Армянская католическая церковь
- Епархия Исфахана.

С 2005 года епархия вакантна. Последним ординарием епархии был епископ Нехан Каракегеян. В епархии работает один священник. Численность верующих насчитывает около 1000 человек (примерно 200 семей). В Тегеране находится кафедральный собор святого Григория Просветителя. В селе Хайкашен около Исфахана действует одна часовня. В епархии работают монахини из конгрегации Армянские сёстры Непорочного Зачатия, которые работают в детском саде, преподают в армянской Школе Алишана и содержат дом престарелых, в котором проживают около 40 человек.
Римско-Католическая Церковь
- Архиепархия Тегерана-Исфахана.

С 1989 года по 2015 год ординарием архиепархии являлся архиепископ Иньяцио Бедини. В архиепархии работают 6 священников, которые обслуживают около тысячи верующих, являющихся в основном иностранными рабочими. В архиепархии действуют 6 приходов, четыре из которых находятся в Тегеране, по одному – в Исфахане и Тебризе. Кафедральный собор, обслуживаемый салезианцами, находится на территории итальянского посольства. Богослужения проводятся на итальянском, французском, английском и персидском языках. Приход Пресвятой Девы Розария, обслуживаемый доминиканцами, предназначен для филиппинских рабочих. Приход Непорочного Зачатия Пресвятой Девы Марии предназначен для франкоязычной католической общины Тегерана. Приход Святейшего Сердца Иисуса управляется салезианцами. В Тегеране действует католическая школа имени Жанны д’Арк. В Исфахане католический приход действует при школе «Рудабе», которой руководят монахини из конгрегации «Сёстры Милосердия». Монахини Матери Терезы также работают в лепрозории «Баба-Баги около Тебриза.
Халдейская католическая церковь
- Архиепархия Ахваза;

В настоящее время архиепископом Ахваза является Ханна Зора.. В архиепархии служит 1 священник. Численность верующих составляет около 350 человек (95 семей).  Кафедральным собором архиепархии является церковь святого Симона в Ахвазе.
- Архиепархия Тегерана;

В настоящее время архиепископом Тегерана является Рамзи Гарму. В архиепархии служат 4 священника. В архиепархии работаю 4 монахини из конгрегации Малых сестёр Иисуса, 2 монахини из конгрегации Непорочного Зачатия и 8 монахов из конгрегации Миссионеры Святого Духа. Численность верующих составляет около 3000 – 3500 человек (800 семей). В архиепархии действуют 5 приходов: в Тегеране, Санададже, Казвине, Керманшахе и Хамадане. Кафедральным собором является церковь святого Иосифа в Тегеране. Школа «Бехнам», которой ранее руководила архиепархия Тегерана, была национализирована правительством. Монахи из конгрегации Миссионеры Святого Духа управляют школой для детей с ограниченными возможностями. Миссионеры Святого Духа также содержат в Тегеране школу по катехизации молодёжи, в которой ведётся преподавание на персидском языке. Архиепархия содержит дом для престарелых «Хазрате Мирианм» в окрестностях Тегерана. Два монаха из конгрегации Малые братья Иисуса служат в лепрозории в Бда-Баджи в окрестностях Табриза.
- Архиепархия Урмии;

В настоящее время архиепископом Ахваза является Томас Мерам.. В архиепархии служит 2 священника. Численность верующих составляет около 1500 человек.  Кафедральным собором архиепархии является церковь Пресвятой Девы Марии Богородицы в Урмии. В архиепархии действуют 4 прихода.
- Епархия Сельмаса.

## Источник
- Католическая энциклопедия, т.2, изд. Францисканцев, М., 2005, стр. 462—466, ISBN 5-89208-054-4
- Семёнова, Орден кармелитов какорден проникновения европейцев в Иран/ Ближний Восток, М., 1962, стр. 94 - 109
- Konrad Eubel, Hierarchia Catholica Medii Aevi